# 滙豐 (韓國分行)
滙豐在韓國開始經營業務的歷史，最早可追溯至1897年在濟物浦（现仁川）設立的首個辦事處。1984年，滙豐南韓總部遷至首爾，之後擴展業務至仁川，大田及大邱。
滙豐集團於南韓通過以下三間公司經營：
- HSBC Insurance Brokers (Korea) Limited
- HSBC Fund Services (Korea) Limited
- 香港上海滙豐銀行有限公司韓國分行（韓語：홍콩상하이은행 서울지점의 현황）

滙豐在1998年至2013年間於南韓主要經營個人理財及商業銀行服務，和其他地區的滙豐一樣，南韓滙豐引入了HSBC Premier(滙豐卓越理財)及HSBC Direct。
2004年，新橋資本宣布出售韓國第一銀行的48.56%持股，同時捆綁韓國存款保險公司釋出持有的另外48.49%股權，當時滙豐控股與渣打銀行均表現出濃厚興趣。渣打起初在進行盡職調查後選擇放棄收購，滙豐則提議以3兆韓元（折合28.5億美元）收購，但渣打其後一改初衷並斥資現金3.4兆韓元（折合33億美元）力壓滙豐奪標。渣打在成功收購韓國第七大的韓一銀行後，其在韓國的資產值佔集團總資產比率由收購前的1%，劇增至僅次於香港佔24%。而滙豐則是繼1999年競購韓一銀行時不敵新橋資本後與其再度失之交臂。
2007年滙豐透過間接全資附屬公司HSBC Asia，以63.17億美元(約493億港元)於2007年9月13日收購51%韓國外換銀行股權，但有關交易未獲政府同意，最終告吹。
2013年4月29日滙豐控股向韓亞金融集團出售手持的南韓壽險合資企業Hana HSBC Life50%減1股股權，預料交易最快可於5月10日完成 截至2012年12月底，Hana HSBC Life的總資產為2.745萬億韓元(約193億港元)。24.7億美元。
滙豐控股撤出南韓零售市場。集團公佈，將於2013年7月8日起，關閉南韓的10間分行，並逐步退出當地的零售銀行業務及財富管理（RBWM）業務，裁減230名員工，未來南韓市場的業務重點為環球及資本市場（GBM）業務，故將會保留一間分行，以服務當地企業客戶。

## 社會責任
滙豐於南韓進行了不少教育及保護環境的慈善活動，又設有HAMSA義工隊給其員工參加。

### 環境
滙豐的工作包括：
- 和Green Korea合作的「Island Watch for a Future Generation」，對青少年給予生態參觀機會。
- 防止山火運動
- 環境保護計劃

### 教育
- 英文村(English Village) - 計劃由首爾政府主辦，滙豐為最大贊助商之一。
- SIFE(Students In Free Enterprise) - 以實習模式給予學生對商業科目的教育。

### HAMSA義工隊
HAMSA義工隊成立於1998年3月，主要關心單親家庭的小孩，年幼心臟病患者，每月探訪孤兒，及對貧窮小童的午餐資助。

## 外部連結
- HSBC Korea（页面存档备份，存于） （英文）